# Doublespeak
Doublespeak ou linguagem dupla é uma linguagem que deliberadamente obscurece, disfarça, distorce ou inverte o significado das palavras. O doublespeak pode se manifestar na forma de eufemismos (por exemplo, "redução de pessoal" para dispensas e "atendimento ao público-alvo" para bombardeio), nesse caso, sendo principalmente destinado a tornar a verdade mais palatável. Também pode referir-se à ambiguidade intencional na linguagem ou a inversões reais de significado. Em tais casos, o doublespeak mascara a natureza da verdade.
O doublespeak está mais intimamente associado à linguagem política.

## Origens e conceitos
O termo doublespeak deriva de dois conceitos no romance de George Orwell, 1984, doublethink e newspeak, embora o termo em si não seja usado no romance. Uma outra versão do termo, doubletalk, também referindo-se a uma fala intencionalmente ambígua, existia na época em que Orwell escreveu seu livro, mas o uso de doublespeak, assim como doubletalk, no sentido de enfatizar a ambiguidade, antecede a publicação do romance. Paralelos também foram traçados entre o doublespeak e o ensaio clássico de Orwell, A política e a língua inglesa, que discute distorção linguística com propósitos relacionados à política. No ensaio, ele observa que a linguagem política muitas vezes serve para distorcer e obscurecer a realidade. A descrição de Orwell sobre a linguagem política é extremamente semelhante à definição popular do termo doublespeak:

Em nosso tempo, o discurso e a escrita política são em grande parte a defesa do indefensável... Assim, a linguagem política precisa consistir em grande parte de eufemismo, petição de princípio e pura vaguidade nublada... o grande inimigo da linguagem clara é a insinceridade. Quando há uma lacuna entre os objetivos reais e declarados, recorre-se, por assim dizer, instintivamente a palavras longas e a expressões idiomáticas esgotadas...
O escritor Edward S. Herman citou o que ele viu como exemplos de doublespeak e doublethink na sociedade moderna. Herman descreve em seu livro, Beyond Hypocrisy, as principais características da prática são:

O que é realmente importante no mundo do doublespeak é a habilidade de mentir, seja consciente ou inconscientemente, e sair impune; e a habilidade de usar mentiras e escolher e moldar fatos seletivamente, bloqueando aqueles que não se encaixam em uma agenda ou programa.

## Exemplos

### Na política
Edward S. Herman e Noam Chomsky comentam em seu livro Manufacturing Consent: the Political Economy of the Mass Media que o doublespeak orwelliano é um componente importante da manipulação da língua inglesa na mídia americana, por meio de um processo chamado dicotomização, um componente da propaganda midiática que envolve "padrões duplos profundamente enraizados na cobertura de notícias. "Por exemplo, o uso de fundos estatais pelos pobres e financeiramente necessitados é comumente referido como "bem-estar social" ou "benefícios," dos quais os pobres "mimados" "tiram vantagem". No entanto, esses termos não são tão frequentemente aplicados a outros beneficiários dos gastos do governo, como os gastos militares. A linguagem belicosa usada de forma intercambiável com apelos à paz em relação à Armênia pelo presidente do Azerbaijão, Aliyev, após a Segunda Guerra de Nagorno-Karabakh foi descrita como doublespeak na mídia.

### Na publicidade
Os publicitários podem usar o doublespeak para mascarar sua intenção comercial dos usuários, à medida que as defesas dos usuários contra a publicidade se tornam mais arraigadas. Alguns estão tentando combater essa técnica com uma série de sistemas oferecendo visões e informações diversas para destacar os métodos manipuladores e desonestos que os publicitários empregam.
De acordo com Jacques Ellul, "o objetivo não é nem mesmo modificar as ideias das pessoas sobre um determinado assunto, mas sim alcançar conformidade na forma como as pessoas agem." Ele demonstra essa visão oferecendo um exemplo da publicidade de medicamentos. O uso de doublespeak em anúncios resultou no aumento das taxas de produção de aspirina em quase 50% de mais de 23 milhões de libras em 1960 para mais de 35 milhões de libras em 1970.

### Na comédia
O doublespeak, especialmente quando exagerado, pode ser usada como um dispositivo na comédia satírica e comentário social para parodiar ironicamente as intenções de estabelecimentos políticos ou burocráticos que buscam obfuscação ou prevaricação. A série de televisão Yes Minister é notável pelo uso desse dispositivo. Oscar Wilde foi um defensor inicial desse dispositivo e uma influência significativa em Orwell.

### Padrão de intensificação/minimização
Esse padrão foi formulado por Hugh Rank e é uma ferramenta simples projetada para ensinar alguns padrões básicos de persuasão usados em propaganda política e publicidade comercial. A função do padrão de intensificação/minimização não é ditar o que deve ser discutido, mas incentivar o pensamento coerente e a organização sistemática. O padrão funciona de duas maneiras: intensificando e minimizando. Todas as pessoas intensificam, e isso é feito por meio de repetição, associação e composição. A minimização é comumente feita por meio de omissão, desvio e confusão, conforme se comunica por palavras, gestos, números, etc. As pessoas podem lidar melhor com a persuasão organizada ao reconhecerem as formas comuns pelas quais a comunicação é intensificada ou minimizada, para contrapor o doublespeak.

### Nas redes sociais
Em 2022 e 2023, foi amplamente divulgado que usuários de mídias sociais estavam usando uma forma de linguagem dupla - às vezes chamada de "algofala" - para contornar a moderação de conteúdo em plataformas como TikTok. Exemplos incluem o uso da palavra "não vivo" em vez de "morto" ou "matar", ou usar "leg booty"  em vez de LGBT, o que os usuários acreditavam que evitaria que algoritmos de moderação proibissem ou fizessem shadow banning (banimento oculto) de suas contas. Em 2022, de acordo com a Forbes, quase um terço dos usuários de mídias sociais americanos relataram o uso de "emojis ou frases alternativas" para contornar a moderação de conteúdo.

## Prêmio Doublespeak
O doublespeak é frequentemente usado por políticos para promover sua agenda. O Doublespeak Award é um "tributo irônico a oradores públicos que perpetuaram uma linguagem que é grosseiramente enganosa, evasiva, eufemística, confusa ou egocêntrica." Ele é concedido pelo Conselho Nacional de Professores de Inglês (National Council of Teachers of English, NCTE) dos Estados Unidos desde 1974. Os ganhadores do Doublespeak Award geralmente são políticos, administração nacional ou departamentos. Um exemplo disso é o Departamento de Defesa dos Estados Unidos, que ganhou o prêmio três vezes, em 1991, 1993 e 2001. Para o prêmio de 1991, o Departamento de Defesa dos Estados Unidos "dominou as seis primeiras posições no top dez de Doublespeak"  por usar eufemismos como "atendendo ao público alvo" (bombardeio) e "pacotes de força" (aviões de guerra). Entre as outras frases em disputa estavam "exercício difícil em relações trabalhistas", significando uma greve, e "diminuição significativa na produção agregada", uma tentativa de evitar dizer a palavra "recessão".

## Comitê deDoublespeakdo NCTE
O Comitê de Doublespeak do Público do Conselho Nacional de Professores de Inglês foi formado em 1971, no auge do escândalo de Watergate. Foi em um momento em que havia ceticismo generalizado sobre o grau de veracidade que caracterizava as relações entre o público e os mundos da política, do militar e dos negócios.
O NCTE aprovou duas resoluções: uma solicitava que o Conselho encontrasse meios para estudar usos desonestos e desumanos da linguagem e da literatura por anunciantes, para trazer ofensas à atenção pública e propor técnicas de sala de aula para preparar as crianças para lidar com a propaganda comercial; a outra pedia que o Conselho encontrasse meios para estudar as relações entre linguagem e política pública e para rastrear, divulgar e combater a distorção semântica por parte de autoridades públicas, candidatos a cargos, comentaristas políticos e todos os outros cuja linguagem é transmitida pela mídia de massa.
As duas resoluções foram realizadas através da formação do Comitê de Duplo Discurso Público do NCTE, um órgão que fez contribuições significativas ao descrever a necessidade de reforma onde a clareza na comunicação foi deliberadamente distorcida.

### Hugh Rank
Hugh Rank ajudou a formar o comitê de Duplo Discurso em 1971 e foi seu primeiro presidente. Sob sua editoria, o comitê produziu um livro chamado Language and Public Policy (1974), com o objetivo de informar os leitores sobre o amplo escopo do duplo discurso sendo usado para enganar deliberadamente a audiência. Ele destacou os usos públicos deliberados da linguagem e forneceu estratégias para combater o duplo discurso, concentrando-se na educação das pessoas na língua inglesa para ajudá-las a identificar quando o duplo discurso está sendo utilizado. Ele também foi o fundador do padrão intensificar/minimizar, que tem sido amplamente utilizado para identificar falas com doublespeak sendo usado.

### Daniel Dieterich
Daniel Dieterich, ex-presidente do Conselho Nacional de Professores de Inglês, serviu como segundo presidente do comitê de Doublespeak após Hugh Rank, em 1975. Ele atuou como editor de sua segunda publicação, Teaching about Doublespeak (1976), que deu continuidade à missão do Comitê de informar os professores sobre maneiras de ensinar os alunos a reconhecer e combater a linguagem projetada para enganar e desinformar.

### William D. Lutz
William D. Lutz, professor emérito da Rutgers University-Camden, atua como o terceiro presidente do Comitê de Doublespeak desde 1975. Em 1989, tanto seu próprio livro Doublespeak quanto, sob sua editoria, o terceiro livro do comitê, Beyond Nineteen Eighty-Four, foi publicado. Beyond Nineteen Eighty-Four consiste em 220 páginas e 18 artigos contribuídos por membros de longa data do comitê e outros cujos corpos de trabalho contribuíram para a compreensão pública da linguagem, além de uma bibliografia com 103 fontes sobre doublespeak. Lutz também foi o ex-editor da agora extinta Quarterly Review of Doublespeak, que examinava o uso de vocabulário por autoridades públicas para obscurecer o significado subjacente do que dizem ao público. Lutz é um dos principais contribuidores para o comitê, bem como promotor do termo doublespeak para uma audiência em massa, informando sobre suas qualidades enganosas. Ele menciona:
Há mais em ser um consumidor eficaz da linguagem do que apenas expressar consternação com modificadores pendentes, concordância sujeito-verbo defeituosa ou uso questionável. Todos que usam a linguagem devem se preocupar se as afirmações e fatos concordam, se a linguagem é, nas palavras de Orwell, "largamente a defesa do indefensável" e se a linguagem "é projetada para fazer mentiras parecerem verdadeiras e o assassinato respeitável, e para dar uma aparência de solidez ao vento puro".

## Educação contradoublespeak
Charles Weingartner, um dos membros fundadores do comitê NCTE sobre doublespeak público, mencionou: "as pessoas não sabem o suficiente sobre o assunto (a realidade) para reconhecer que a linguagem usada oculta, distorce, engana. Os professores de inglês devem ensinar aos nossos alunos que as palavras não são coisas, mas sinais verbais ou representações de coisas que finalmente devem ser levadas de volta às coisas que representam para serem verificadas."